# Opaka (huyện)
Opaka là một huyện thuộc tỉnh Targovishte, Bungaria. Dân số thời điểm năm 2001 là 7786 người.